# Geschichte des Metals
Die Geschichte des Metals und die Geschichte der Metal-Szene bilden eine ineinander greifende Einheit kultureller und musikalischer Entwicklungen. Während Darstellungen der musikalischen Entwicklung meist mit dem Ende der 1960er Jahre beginnen, werden Aufbereitungen der kulturellen Entwicklung in den frühen 1980er Jahren begonnen.
Viele der seit den 1980er Jahren neu entstandenen Strömungen brachten musikalische und modische Aspekte anderer Subkulturkreise in die Szene ein oder generierten aus anderen Bezügen neue. Diese Aspekte wurden meist zeitversetzt durch die Szene assimiliert. Häufig wurden mit dem Aufkommen neuer Subströmungen ältere, zuvor in Frage gestellte Strömungen von der Szene akzeptiert. So erfuhr der Glam Metal durch den Erfolg des Grunge Akzeptanz in der Metal-Szene. Andere Strömungen wie der Thrash Metal wurden nach kurzem Widerstand als Szeneaspekt angenommen.
Das entstandene kulturelle Feld der Metal-Szene entwickelte eine Vielzahl an Gemeinschaft erzeugenden Symbolen, Zeichen und Ritualen, die mit den Werten der Szene oder ihrer Subszenen aufgeladen sind und somit den Wertekatalog der Szene repräsentieren. Viele solcher Subströmungen entstanden parallel zueinander und entwickelten sich gelegentlich unabhängig voneinander separat weiter, sodass eine immense Fülle an Stilrichtungen mit eigenen Betitelungen und zum Teil eigenen Fankreisen unter dem Begriff Metal subsumiert wird. Hinzukommend entstanden Musikrichtungen und die sich auf diese berufenden Szeneströmungen häufig zeitversetzt zueinander, weshalb eine geradlinige Kontinuität der Szene-Historie nicht nachzuzeichnen ist.

## Inneres Verständnis von Musik und Szene
Die Geschichte der Metal-Szene ist geprägt von der stetigen Neuverhandlung und Neubesetzung des Begriffes Metal und des differierenden Verständnisses der entsprechenden Musik. Entlang des Diskurses um die Authentizität neuer Ausprägungen wurde die Zugehörigkeit entsprechender Interpreten und Fans zu einer gemeinsamen Szene anhaltend in Frage gestellt und diskursiv erschlossen. Insbesondere entlang dieser Fragestellung entstanden manche der Strömungen als Abgrenzung zu temporär populären Entwicklungen im Metal. So ist die Black-Metal-Szene im Kontrast zum Death Metal und der mit einem entsprechenden Selbstverständnis einhergehende True Metal im Kontrast zu popkulturellen Derivaten wie dem Glam Metal entstanden.

„Seit den 1980er Jahren entstanden im Metal und auf ihn zurückgreifend stetig neue Spielweisen, die mitunter ganz eigene Subszenen ausbildeten und damit weitere Entwicklungen forcierten. Seither werden entlang dieser Entwicklungen Definitionen des Spektrums der Musik, der Szene, der Subszenen und ihre präferierten Musikstile aus der Szene heraus und in der Forschung zur Szene fortwährend verhandelt. Dieses Verhandeln und Definieren ist ein zentraler, wenn nicht der zentrale Aspekt der Metal-Szene insgesamt, der auch in stetiger Wechselwirkung mit den Ideen von inneren und äußeren Grenzen von Selbst und Identität steht. Das Thema dieser Grenzziehungen ist hoch emotional besetzt in der Szene und zeugt von dem Wunsch, nicht nur die Musik sondern auch sich selbst als deren Anhänger zu bestätigen, zu vergewissern, abzugrenzen und einzuordnen.“

## Musikalische Entwicklungslinien

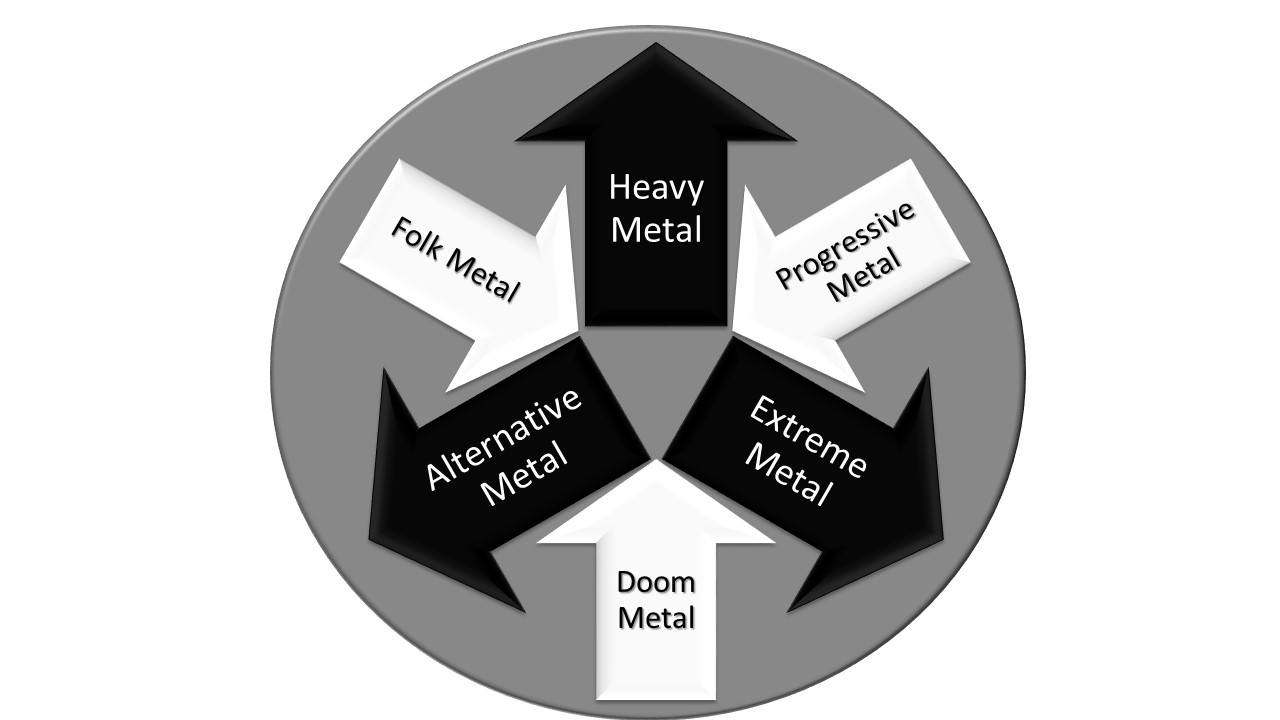
Während Doom Metal, Progressive Metal und Folk Metal nach innen wirken und die Spielweisen des Metals variieren, gestalten Extreme Metal, Alternative Metal und Heavy Metal die Grenzen des Genres.

In der Geschichte des Metals bildeten sich drei Felder aus an deren Subströmungen und Ausformungen die Grenzen des Metals verhandelt werden. Die von der Soziologin Deena Weinstein als Lite- und Classic-Metal beschriebene Feld wurde von späteren Autoren als Classic- oder Heavy-Metal zusammengefasst. Dieses Feld des Heavy Metals beschreibt die Ur-Szene und -Musik des Spektrums und daran eng anknüpfende musikalische Erscheinungen. Dieses Feld ist ein konservativ auf das Bewahren des ursprünglichen Genres gerichtete Teil des Metals. Die Genre des Heavy Metal werden als der traditionell musikalische und kulturelle Kern des Metals betrachtet und gelten als stereotype Erscheinungsformen des Metals. So entstand bis in die 1980er-Jahre ein musikalischer und kultureller Grundstock, der seither von Anhängern der Heavy-Metal-Stile gepflegt wurde. Trotz des konservativen Bemühens um diese Traditionslinie, mit Verweis auf die Interpreten des Hard Rock, Heavy Metal und der NWoBHM und dem Einhalten eines daran anschließenden engen klanglichen Korsetts blieben Entwicklungen in diesem Spektrum möglich.
Noch in den 1980er Jahren entstanden zwei Strömungen die unter dem Einfluss des Speed- und Thrash-Metal aus dem Feld des traditionellen Heavy Metal herausdrangen und vom konservativen Publikum mehrheitlich abgelehnt wurden. Einerseits das Spektrum des überwiegend amerikanischen Alternative Metals. Dieser wurde in den 1990er-Jahren besonders populär. Seine jugendkulturelle Breitenwirkung und seine mediale und kommerzielle Verwertbarkeit zeichnete sich musikalisch und kulturell durch eine Öffnung gegenüber etwaigen Einflüssen aus der Popkultur aus. Diverse Crossover-Stile entstanden in diesem Spektrum. Dabei wurde das Verhandeln von „Sinn, Sozialkritik und Message“ im Metal als Aspekt des Alternative Metal prominent wiederbelebt. Dem Gegenüber zeigten sich in der kommerziellen Verwertung des Genres und den anknüpfenden Zuschreibungen zum Alternative Schwierigkeiten der inneren Abgrenzung. Wodurch der Begriff Alternative Metal neben dem musikalischen auch ein ästhetisches und kulturelles Feld beschreibt, in dem Metal neu verhandelt und nutzbar gemacht wurde.
Andererseits das erst in den 2000er-Jahren benannte Feld des Extreme Metal. Der Soziologe Keith Kahn-Harris weist insbesondere auf die Entstehung des Black- und Death-Metal hin. Die unterschiedlichen Spielweisen des Extreme Metal wirken als kulturell und musikalisch transgressive Ereignisse in der Entwicklung des Metals. Sie eint die Radikalisierung einer oder mehrerer musikalischer, ästhetischer oder kultureller Aspekte des Metals. Entsprechend lotet der Extreme Metal neue Möglichkeiten des Ausdrucks im Metal aus. Als wichtiger Katalysator dieser Funktion benennt Kahn-Harris eine internationale Verbreitung in kleinen Nischen und Gruppierungen, die sich in geringer Abhängigkeit von etablierten Organen der Metalszene formierten und entwickelten. Gegenüber dem Alternative- und Heavy-Metal nicht durch Europa und Nordamerika bestimmt und dezentral strukturiert, „konnten auch Bands und Fans aus Ländern, die nicht zum ›Kern‹ des traditionellen angloamerikanischen Musikgeschäfts zählen, zur Entwicklung beitragen.“ Aus diesen Keimzellen konnten neue musikalische und kulturelle Strömungen innerhalb des Metals wachsen, die wiederum zu neuen Miusik- und Szeneströmungen sowie weitere Entwicklungen münden konnten. Gemein sind den Spielweisen des Extreme Metal in ihren Ursprüngen musikalischer Fundamentalismus und Purismus der meist als Abgrenzung zum Mainstream erfolgte. Damit steht der Extreme Metal den Crossover-Neuerungen des Alternative Metal ebenso gegenüber wie dem konservativen Purismus des Heavy Metal.
Ergänzend manifestierten sich mit Doom Metal, Progressive Metal und Folk Metal seit den Anfängen des Metals drei spielerische Ideen die in annähernd allen Bereichen des Metalspektrums aufgegriffen wurden. Der Ursprung der Genres Doom Metal und Progressive Metal liegt im traditionellen Heavy-Metal- und Hard-Rock-Spektrum, der Ursprung des Folk Metal insbesondere im Thrash Metal. Mit langsamen Spiel und den tief gestimmten Gitarren bot der ursprüngliche Doom Metal eine spielerisch adaptierbare Idee die nicht auf das Feld des Heavy Metal beschränkt blieb. Progressive Metal prägte ebenso in allen Feldern des Metals Interpreten und teils eigene Subgenre. Das Feld des Progressive Metal zeichnet sich durch ein komplexes Songwriting und virtuoses Spiel, kunstvolle Verknüpfungen mehrerer Themen, Breaklastigkeit, häufige Tempowechsel, komplexe Perkussion und Rhythmik, unter anderem auch durch Überlagerung verschiedener Rhythmen und Taktarten, instrumententechnische Finesse sowie überlange Stücke. Folk Metal ist hingegen durch die Verwendung von folkloristischen Musikinstrumenten, Melodien und Texten sowie ästhetische und lyrische Bezüge zu Folklore, Sagen und Mythologie gekennzeichnet. Charakteristisch ist die Fusion oft nationaler Folk-Elemente in unterschiedlichen Stilrichtungen des Metals. 
Entsprechend der verschiedenen ineinandergreifenden und aufeinander wirkender Strömungen ist die Historie des Metals von Parallelität und Gleichzeitigkeit geprägt. Umfassend und linear ist sie somit nicht abzubilden.

## Vorgeschichte
Musikalisch steht Metal in der Traditionslinie des Rock ’n’ Roll, des Rhythm and Blues und der Beatmusik, aus welchen sich Bluesrock und Hard Rock entwickelten. Zu den Vorläufern des Metals rechnen Autoren wie der Pädagoge Christoph Lücker, die Kulturwissenschaftlerin Bianca Roccor, die Soziologin Susanne Sackl-Sharif oder Musikjournalisten und Sachbuchautoren wie Axl Rosenberg und Christopher Krovatin unterschiedliche Interpreten wie Jefferson Airplane, The Rolling Stones, The Beatles, Jimi Hendrix, Steppenwolf, Free, The Kinks, Cream, MC5, Blue Cheer und The Who, deren musikalischer, ästhetischer wie soziokultureller Einfluss sich auf die Entstehung des Metals auswirkte. Eine klare Grenze zwischen dem Proto-Metal und den Vorläufern des Metals wird von Seiten der Genrechronisten zumeist negiert. Der Übergang zum Metal verlief fließend und manche Autoren ordnen vereinzelte Interpreten dem Metal zu, die andere noch unter die Vorläufer fassen. So beschreiben Rosenberg und Krovatin Led Zeppelin als Vorläufer, Roccor hingegen als frühen Interpreten des Proto-Metals.
Rückblickend werden The Who, The Beatles, The Rolling Stones sowie Jimi Hendrix als besonders bedeutsam für die Entwicklung des Metals benannt. Roccor zufolge spielten Vertreter des Blues- und Hard-Rock „lautstark gegen das beharrliche Schweigen der Mehrheit an, rissen sie mit dreckigem Rock und anarchischen Texten aus ihrem Tiefschlaf, um dem Establishment unangenehme Wahrheiten über den Zustand aller Zivilisation ins Gesicht zu brüllen.“ Dabei drangen sie „mit heftig verzerrten Gitarren, wuchtigen Bassläufen, straight gespielten Drums sowie einem aggressiv, emotionalen und in den Refrains geradezu pathetischen Gesang in neue Dimensionen“ der Rockmusik vor. Derweil hebt sie Hendrix als bedeutsamen Vorreiter des Metals hervor. So beschreibt sie sein provokant-individualistisches Auftreten, seine Bühnenpräsenz sowie sein, durch den Einsatz von Effektgeräten und handwerklichem Vermögen geprägtes, Gitarrenspiel als wegweisend für den Metal. Ebenso verweisen Rosenberg und Krovatin auf Hendrix und die gegen den Vietnamkrieg gerichtete Hippiebewegung der 1960er Jahre. In ihrer Genrechronik Hellraisers benennen sie das Einstiegsriff des Hendrix-Stücks Purple Haze als jenes, welches die Nutzung des Teufelsintervalls für die Rockmusik etablierte, „alles Böse des Rock ’n’ Roll entfesselte und es auf die Welt losließ.“ Hinzukommend verweisen beide auf The Beatles und The Rolling Stones. Mit lyrischen Provokationen und einem sexualisierten Auftreten prägten The Rolling Stones einen Archetyp für spätere Hard-Rock und Metal-Bands, derweil The Beatles dem soziokulturellen Hintergrund späterer Metal-Bands entsprachen und den Jugendlichen der britischen und amerikanischen Arbeiterklasse mit der Etablierung der Musiker als Popstars einen optionalen Ausweg aus den sie umgebenden Verhältnissen aufzeigte. Der Musikwissenschaftler Christoph Specht führte indes The Who als eine der bedeutendsten Rockbands ihrer Generation an durch deren Einsatz von Lautstärke und besonders jenem der Verzerrungen der E-Gitarre und des Bass Maßstäbe für den Metal gesetzt wurden. Dabei waren die Musiker von The Who, wie jene der Rolling Stones auch programmatisch für einen antiautoritären Habitus des juvenilen Aufbegehrens, der auch den Metal prägen sollte.

## Heavy Metal: Entstehung und Etablierung

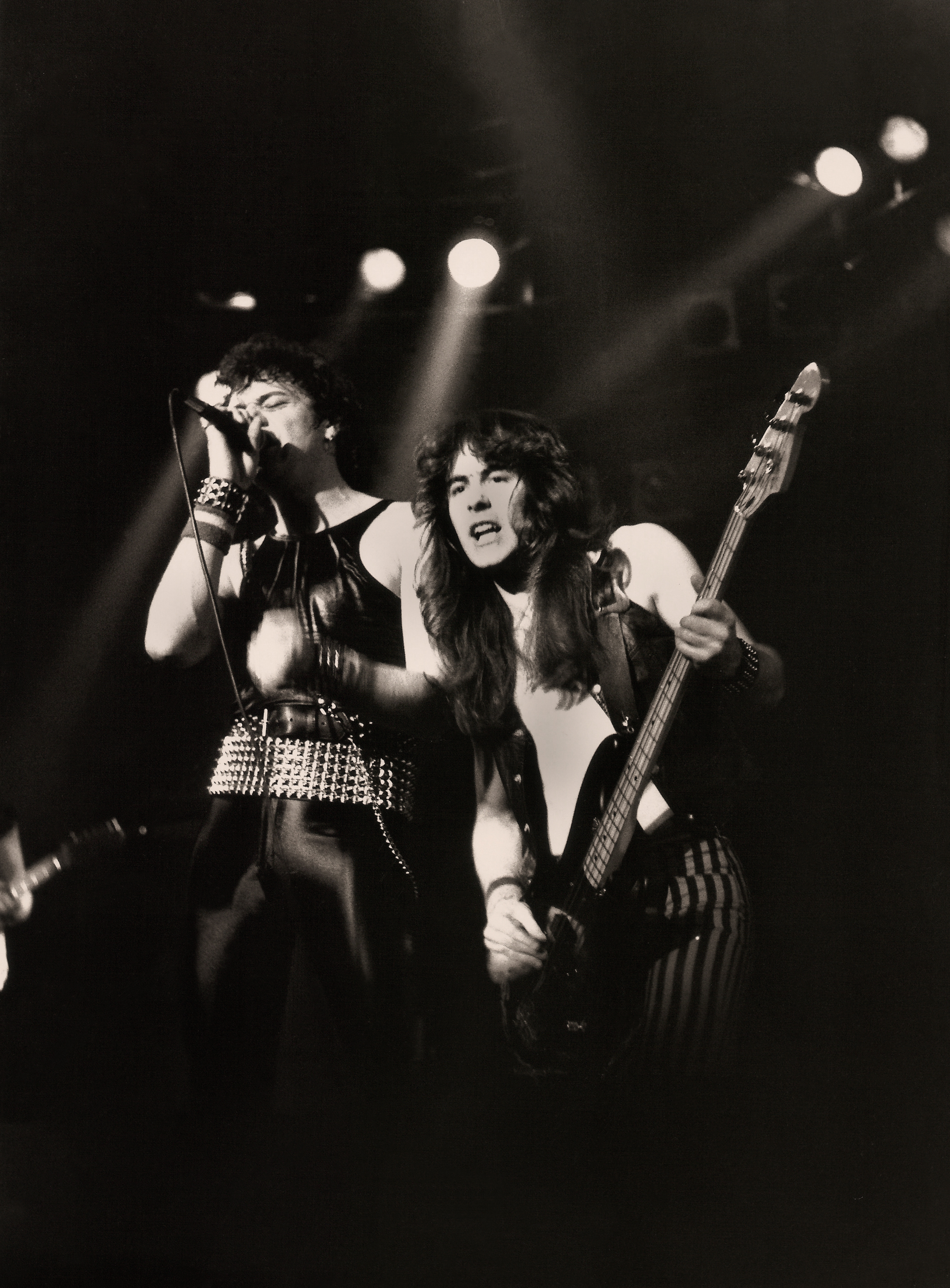
Mit Musikgruppen wie Iron Maiden, hier Sänger Paul Di’Anno und Bassist Steve Harris 1980, entstand eine eigene Symbolsprache, welche den Metal von vorausgegangenen und zeitgleichen Jugendkulturen separierte

Als Ur-Gruppen des Metals werden zumeist Deep Purple, Led Zeppelin, Alice Cooper, AC/DC, Judas Priest, Kiss, Motörhead und besonders Black Sabbath angeführt. Manche Autoren rechnen einzelne Interpreten dieser Aufzählung anderen, vorherigen, nachfolgenden oder parallelen Stilrichtungen zu. Einigkeit hinsichtlich der Zugehörigkeit zum Metal, mit der Zuschreibung eines gewichtigen Einflusses auf die Emanzipation der Musik und Szene, wird besonders Black Sabbath zugesprochen. Trotz des fließenden Übergangs zwischen den Vorläufern und den ersten Veröffentlichungen des Metals wird von Autoren wie Ian Christie mit Black Sabbath ein Album, und mit dem gleichnamigen Eröffnungsstück des Albums ein Lied, als erste reguläre Metal-Veröffentlichungen bezeichnet, welche in der nachträglichen Genregeschichtsschreibung die Vorläufer von den Ur-Gruppen trennt.
Der genaue Zeitraum der ersten jugendkulturellen Ausprägung, die sich von der Rock-, Hippie- und Hard-Rock-Szene der 1960er und 1970er Jahre hin zum Metal differenzierte und eigenständige Ausdrucksformen und Identifikationsmuster entwickelte, ist aufgrund eines fließenden Übergangs nicht eindeutig zu benennen. Ebenso variiert die räumliche Zuordnung der Entstehung der Ur-Metal-Szene je nach Forscher zwischen den Vereinigten Staaten und Europa. Zumeist wird die kulturelle Entwicklung jedoch in Abgrenzung zur musikalischen auf die New Wave of British Heavy Metal zurückgeführt. Abseits der längeren musikalischen Tradition, die mindestens bis in den Beginn der 1970er Jahre zurückgeführt werden kann, gilt die soziokulturelle Entwicklung als wechselseitig beeinflusste Parallele zum Punk und Post-Punk, in der die NWoBHM ihren Ursprung nahm. Einige Vertreter der NWoBHM, wie der Iron-Maiden-Sänger Paul Di’Anno, oder die Gruppen Tank und Raven, beriefen sich direkt auf kulturelle Wurzeln im Punk. Gemeinsame und dem Do-it-Yourself-Ethos des Punks ähnliche Vertriebsstrukturen durch Veröffentlichungen im Kleinst- oder Selbstverlag entstanden in den Anfängen der Szene. Zum Teil wurden bereits in den 1980er Jahren Metalbands über einige Independent-Labels der Punkszene vermarktet. So vertrieb die amerikanischen Firmen SST Records und Alchemy Records neben Hardcore-Punk-Bands Alben von Metal-Gruppen wie The Melvins und Saint Vitus, und das britische Label Earache Records vertrieb neben Hardcore- und Grindcore-Bands auch Death Metal.
Die New Wave of British Heavy Metal wird häufig als erste weitestgehend eigenständige musikalische und kulturelle Ausgestaltung des Metals betrachtet. Die Anfänge der NWoBHM als Epizentrum der Musik und der Szene lag in den 1970er und 1980er Jahren und der damals meist jugendlichen Hörerschaft der Musik. Die Popularisierung und Verbreitung in den 1980er Jahren wird oft als der Zeitraum der zunehmenden Etablierung der Szene begriffen. Musikgruppen wie Iron Maiden und Judas Priest waren dabei wichtige Katalysatoren für die Ausprägung einer eigenständigen, vom Punk und Hard Rock emanzipierten Jugendkultur, die seither wechselwirksam stetig neue Subspiel- und Subszenevarianten hervorbringen konnte. Beide Gruppen verdeutlichen derweil die Entwicklungsstränge des frühen Metal. Während Judas Priest mit Stücken wie ihrem einflussreichen Hit Breaking the Law Metal auf eine schlichte Popsong-Grundstruktur reduzierte und so von den Einflüssen des Progressive Rock und Bluesrock emanzipierte, wies das Spiel von Iron Maiden durch erhöhte Komplexität der Songstrukturen und Virtuosität im Spiel auf eine Erneuerung der progressiven Traditionslinie ohne direkten Bezug auf den Progressive Rock.
Anfang der 1980er Jahre popularisierte ein britischer Radio- und Fernsehstreik Metal. Die Verkaufszahlen der Popmusik in Großbritannien brachen in Reaktion auf den Streik kurzfristig ein, wodurch der sich kontinuierlich verkaufende, da nicht über Radio und Fernsehen vermarktete Metal in die Charts einstieg und so einem größeren Publikum bekannt wurde. Zeitnah gab das Magazin Sounds ab 1981 das Kerrang zuerst als Heftbeilage heraus und besprach darin Hard Rock und die NWoBHM. Weitere eigenständige Magazine wie Metal Hammer und Rock Hard folgten im Verlauf der 1980er Jahre. In Anlehnung oder Parallelität zur NWoBHM entstand zu Beginn der 1980er Jahre der Power Metal außerhalb Großbritanniens. Nach Berndt wurden fast alle Metalgruppen, die durch die NWoBHM beeinflusst waren, ohne selbst aus England zu kommen, und weder ein ausgeprägtes satanistisches Image pflegten noch die Geschwindigkeits- und Härtegrade des Speed und Thrash Metals erreichten, als Power Metal bezeichnet. Bereits im Beginn der Szene entstanden erste stereotype Praktiken der Vergemeinschaftung, die in Teilen der Szene noch in der Gegenwart Gültigkeit besitzen. Hierzu zählen Kutten, Band-Shirts, mit Nieten besetzte Gürtel oder Armbänder, lang getragene Haare und Lederkleidung. Diese Stilelemente bildeten einen kulturellen Grundstock, der seither von Anhängern der ursprünglichen Stile und des True Metals weiter gepflegt wird. Während Motorräder und Kutten der Rockerszene entlehnt waren, übertrug Judas-Priest-Sänger Rob Halford enge schwarze und mit Nieten besetzte Lederbekleidung als modischen Einfluss aus der Lederszene auf die Metal-Szene. Als kulturelle Basis gingen diverse Weiterentwicklungen des habitualisierten Auftretens der Szene von diesen Elementen aus, variierten oder ergänzten sie. Leder und Jeans sind für die klassische Szene typisch, entsprechend dominieren die Farben Schwarz und Blau den Kleidungsstil. Schmuck wird zumeist in Form von Silberringen oder Anhängern getragen. Häufig stellt der Schmuck Totenschädel, Schwerter, Waffen und gefährliche Tiere dar oder verweist auf indianische, religiöse, mythologische oder okkultistische Symbole. Parallel zu den Entwicklungen der Punk-Szene entstanden aus der Metal-Fankultur heraus zu Beginn der 1980er Jahre eine eigene selbst gestaltete Metal-Industrie mit Independent-Labels, Musikmagazinen, Lokalen, Festivals und Konzertveranstaltern, welche in ihrer Gesamtheit maßgeblich zum Wachstum und Bestehen sowie zur anhaltenden Vergemeinschaftung der Szene beiträgt. Durch die wiederkehrenden Wechselwirkungen mit dem Mainstream und punktuellen Charterfolgen diverser Subströmungen erfuhr Metal als Produkt der Musikindustrie wiederholt erhöhte Aufmerksamkeit. Solche Erfolgsphasen führten zur Wechselwirkung mit Major-Labels, Radio, Musikfernsehen und Fankultur. Ab den 1980er Jahren entstanden erste eigenständige Metal-Medien und -Firmen. Einige dieser Independent-Firmen entwickelten sich nachfolgend zu großen Institutionen der Szene mit festen Angestellten. Zeitschriften wie das Rock Hard, welches als Fanzine begonnen hatte, wurden zu Hochglanzmagazinen, Labels wie Century Media, Roadrunner Records und Nuclear Blast zu international agierenden und etablierten Firmen. Weitere Firmen und Zeitschriften folgten direkt in einem entsprechenden Format, während zugleich spezialisierte Independent-Firmen und Fanzines als Nischenprodukte erschienen. Als Szene-Treffpunkte etablierten sich besonders Konzerte und Festivals. Mit dem Monsters of Rock fand ab 1980 in Leicestershire eines der ersten jährlichen Hard-Rock- und Heavy-Metal-Festival statt. Weitere Festivals wie das amerikanische Milwaukee Metal Fest oder das deutsche Metal Hammer Festival entstanden ebenfalls im Verlauf der 1980er Jahre. Bis in die Mitte der 1980er Jahre festigte sich die Metal-Szene als von anderen Szenen unabhängiges, gewachsenes soziokulturelles Netzwerk in Form von spezialisierten Label-Betreibern, Musikjournalisten sowie Musikern und konsumierenden Szene-Anhängern mit eigenen Medien, Firmen und Events. Jenseits von Überschneidungen mit dem Mainstream und dem Punk „schottete sich der Metal gegenüber Fremdeinflüssen völlig ab“. In den späten 1980er Jahren schien die Entwicklung des Metals als Musikstil und Szene abgeschlossen.
Allerdings entstanden alsbald stilistisch extremere Metal-Strömungen, die dieser Vorstellung vom Ende der Entwicklung entgegenstanden. Als Vorreiter dieser Entwicklung standen Bands, die anfänglich als Teil der NWoBHM betrachtet wurden. Insbesondere Motörhead und Venom werden als Interpreten benannt, die in der Entwicklung des Extreme Metal Pionierarbeit leisteten. Motörhead griff auf Punk-, Hard-Rock-, Blues-Rock- und Rock-’n’-Roll-Einflüsse zurück. Die damals häufig als untalentiert und lärmend empfundenen Venom spielten mit hoher Aggressivität und einem plakativen satanistischen Image vom Punk beeinflusste Musik. Venoms Debütalbum Welcome to Hell brachte in der Szene eine „Suche nach mehr Brutalität richtig ins Rollen“ und das zweite Album Black Metal verlieh einer gleichnamigen Strömung ihren Namen.

## Wechselwirkung mit dem Mainstream

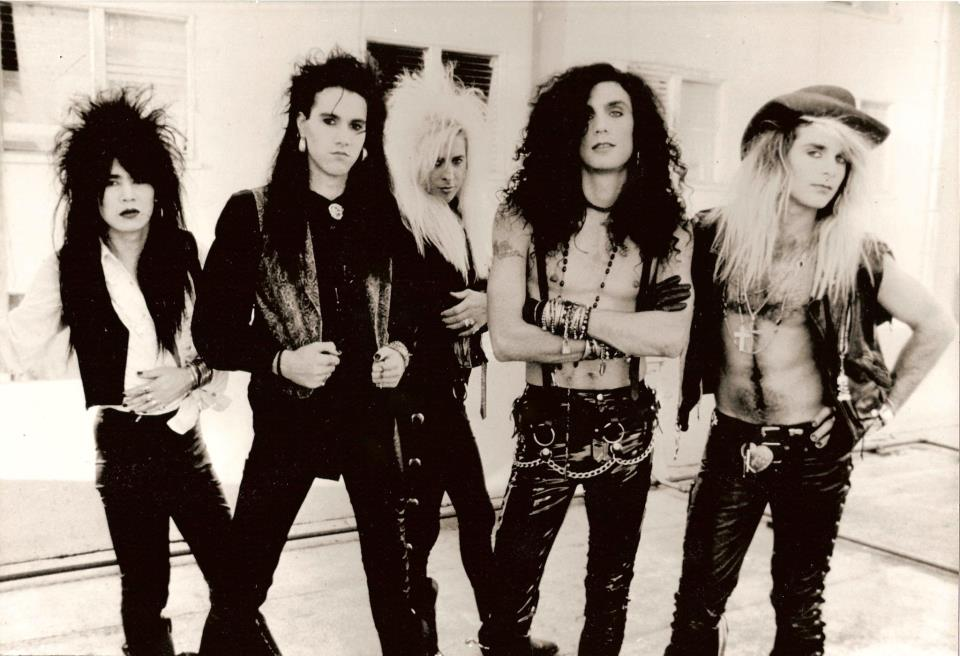
Aufgrund ihres androgynen Auftretens wurden Interpreten des Glam Metals, wie The Roxx Gang, von der Metal-Szene anfänglich abgelehnt

Allgemein hat die Bedeutung des Metal im kommerziellen Mainstream im Laufe der Zeit geschwankt. Bis in die Mitte der 1980er Jahre entstand der amerikanisch geprägte, dem Hard Rock zugewandte Glam Metal. Die durch die Plattenfirmen auf das neue Format des Musikfernsehens angepasste, ästhetisch aufbereitete und radiotauglich produzierte Musik erreichte unter dem Oberbegriff Metal ein breites, zumeist weibliches Publikum. Dabei galt Glam Metal als „Produkt der Energie des Heavy Metals, des MTV-Glitzern und einem Überbleibsel der Anzüglichkeit des Hard Rock“. Erfolgreiche Glam-Metal-Vertreter wie Poison, Mötley Crüe und Bon Jovi wurden indes von der Metal-Szene als Poser- und Hair-Bands abgelehnt. Die Erfolge dieser Musik wurde laut Berndt „fälschlicherweise als ein Siegeszug des Heavy Metals angesehen“, da der Diskurs um den Genrebegriff noch in seinem Anfang stand, weshalb noch keine klare Unterscheidung zwischen Hard Rock und Heavy Metal stattfand.
Die Wechselbeziehung des Metals zum Mainstream und Charterfolg wurde in den späten 1980er und frühen 1990er Jahren durch den Sleaze Rock von Gruppen wie Guns n’ Roses und Skid Row fortgeführt. Dabei mündete der Erfolgszug des Metals zu Beginn der 1990er Jahre in den Radio-, Club- und Charterfolgen von Hard-Rock- und Metal-Bands wie Guns n’ Roses, AC/DC und Metallica. Mit zum Erfolg des Metals in den 1980er und 1990er Jahren trugen die Sendungen Heavy Metal Mania und Headbangers Ball des Musikfernsehsenders MTV bei. Spätere Musiksendungen unterschiedlicher Sender widmeten sich verstärkt Subströmungen und angrenzenden Szenen. So präsentierten die auf MTV in den 1990er Jahren ausgestrahlten Sendungen 120Minutes und Alternative Nation neben anderen Vertretern des Alternatives Interpreten des Alternative Metal. Die Sendung Schattenreich auf Onyx.tv präsentierte hingegen vornehmlich Rock- und Metal-Bands der Schwarzen Szene.
In den nachfolgenden Dekaden erfuhr Metalmusik wiederholt Anerkennung im westlichen Mainstream, der sich durch Chartplatzierungen, Feuilleton-Artikel sowie Berichten und Besprechungen in der allgemeinen Presse äußerte. Musiker wie Lemmy Kilmister oder Ozzy Osbourne oder Gruppen wie Black Sabbath, Guns n’ Roses, AC/DC, Metallica oder Iron Maiden wurden gemeinhin als etablierte Größen des Musikgeschäfts betrachtet. Auf solche anerkannten Künstler verweisende Accessoires wurden in großen Textilgeschäften wie C&A oder H&M an ein Publikum verkauft, das häufig keinen Bezug zur Musik besaß. Hinzukommend wurden einigen dieser etablierten Künstler hochwertig produzierte filmische Dokumentationen gewidmet, darunter Metallica: Some Kind of Monster, Lemmy, Iron Maiden: Flight 666 oder Black Sabbath: The End of the End.
Durch den Musiksender MTV forciert wurde die Nähe von Hip-Hop und Metal in den frühen 1990er Jahren. Gruppen wie Faith No More und Living Colour traten in der Hip-Hop-Sendung Yo! MTV Raps auf. Mit den Sendungen Alternative Nation und 120Minutes richtete der Musiksender im Verlauf der 1990er zwei Sendeformate für den Bereich des Alternative Rock und Alternative Metal ein. Die folgenden hohen Charterfolge vergrößerten das Publikum des Alternative Metal, wodurch sich das an der Skater- und der Hip-Hop-Szene orientierte Auftreten zunehmend in Teilen der Metal-Szene etablierte. An den Erfolg des Alternative Metal und des Grunge in den frühen bis mittleren 1990er Jahren schloss sich jener des auf eine jugendliche Hörerschaft ausgerichteten Nu Metals zum Ende der 1990er Jahre an. In den späten 2000er Jahren gelang moderner, sich auf Thrash Metal und Metalcore berufender Metal als New Wave of American Heavy Metal ohne eine eindeutige Stilbeschreibung in den Musik-Mainstream von Radiorotation und Charterfolgen und öffnete die Metal-Szene erneut einem breiten Publikum. Weitere Metalstile wie die Neue Deutsche Härte und der Symphonic Metal in den 2000er Jahren sowie vereinzelte Interpreten wie Metallica oder Black Sabbath wurden ähnlich rezipiert und zumindest phasenweise als Teil des Musik-Mainstreams wahrgenommen. Eine Übertragung des Erfolges auf den gesamten Metal blieb jedoch aus.
Den in den Mainstream greifenden Strömungen standen stets andere Metal-Varianten gegenüber. Diese neuen Stilausprägungen wurden als Rückbesinnung auf oder Intensivierung der Werte und Ausdrucksformen des Metals und Szene gewertet. Bereits die in den 1980er Jahren aufkommenden Stil-Hybride aus Metal und Hardcore Punk wie Thrash Metal, Vorläufer des Metalcore und der Speed Metal, welche die musikalische Weiterentwicklung des Metals wesentlich prägten, werden als Gegenbewegung zu den mainstream- und chartkompatiblen Verwertungen des Metals betrachtet. Die Soziologin und Musikwissenschaftlerin Susanne Sackl-Sharif beschreibt insbesondere diese Stile als eine Entwicklung, die durch den „Glam Metal sowie dessen Verbindung zu MTV USA provoziert[…]“ wurde. Dabei sollte „das Glitzer-Image des Glam Metal wieder durch mehr Härte ersetzt werden“.
Auf den so initiierten Erfolg konnten musikalische Weiterentwicklungen aufbauen und unterschiedliche Subströmungen entstehen. Da die NWoBHM kein eng umrissenes musikalisches Genre beschreibt, sondern einen auf Hard Rock und Heavy Metal bezogenen Sammelbegriff mit kulturellen Gemeinsamkeiten darstellt, konnten nachfolgende Kultur- und Stilentwicklungen sich auf einen gemeinsamen kulturellen Ursprung beziehen und sich in differierende musikalische Richtungen entwickeln. Der Auftrieb und die Verbreitung der NWoBHM in den 1980er Jahren ermöglichte international die Entstehung regionaler Szene-Ableger, die ihre eigenen kulturellen und musikalischen Varianten des Metals aus der NWoBHM ableiteten. Vornehmlich in Deutschland, Schweden und den Vereinigten Staaten wurden eigene Subszenen begründet, die in ihrer Gesamtheit fortan unter dem Begriff Metal firmierten. Dabei konnten sich Gesang, Instrumentierung, Geschwindigkeit ebenso wie die inhaltlichen Schwerpunkte unterscheiden. Zum Teil generierten regionale Szeneerscheinungen eigene Ausprägungen der Szene, die sich radikal voneinander unterschieden oder explizit abgrenzten. Manche Substilrichtungen erneuerten dem gegenüber bestehende Szeneströmungen oder übertrugen kulturelle Elemente der Szene in den Mainstream.
Seit der NWoBHM entstanden fortlaufend neue Szene-Strömungen, die häufig mit eigenen musikalischen, ästhetischen und ideologischen Ausprägungen einhergingen. In den späten 1980er Jahren kam es zu vermehrten musikalischen und kulturellen Stilüberschneidungen mit anderen Musikrichtungen.
Unter anhaltenden Weiterentwicklungen, die einen Großteil der in dieser Zeit vorhandenen jugendkulturell geprägten Szenen umfasste, bildete sich eine Fülle neuer kultureller und musikalischer Stilrichtungen, die sich allesamt auf den Metal beriefen. Dabei wurden viele dieser Fusionen und Stilerneuerungen anfänglich von der Szene abgelehnt.
Entlang dem zentralen Gemeinschaftsaspekt der Szene, dem musikalischen Spektrum des Metals, orientieren sich die habitualisierten Gemeinsamkeiten der Szenegänger in Auftreten, Einstellung, Präferenzen und Handlungsweise. Die Entwicklung der die Szene konstituierenden Musik wirkte sich fortwährend auf die innere Entwicklung der Szene aus. Die anhaltende Erweiterung und Veränderung der Musik steht in einer wechselseitigen Beziehung zur Entwicklung der Kultur, ihren inneren Konflikten und den aus ihr generierten Stereotypen. Sowohl die Überschneidungen mit anderen Szenen als auch die Kontinuitätsbehauptungen der klassischen Szene werden zuvorderst an den musikalischen Entwicklungen festgemacht.

## Innere Stil-Entwicklung
Obwohl sich die meisten musikalischen Entwicklungen des Metals auf Quereinflüsse berufen, gelten der auf das Tempo des Punk zurückgreifende Thrash Metal, Doom Metal sowie True Metal kulturell als innere Entwicklung der Metal-Szene. Mitunter werden diese Stile als Rückbesinnung oder Intensivierung beschrieben und nur selten als Verwässerung oder Veränderung. Rückblickend werden Thrash Metal und Speed Metal als Katalysator für den Metal und Grundlage für Alternative Metal und Extreme Metal beschrieben. Neben dem Doom Metal fassten Progressive Metal und Folk Metal als Ideenfundus in annähernd allen Bereichen des Metalspektrums Fuß.

### Thrash Metal und Speed Metal
Die in der Mitte der 1980er entstandenen neuen, schnelleren und häufig als aggressiver wahrgenommenen Spielformen Thrash Metal und Speed Metal sprachen ein jüngeres Publikum an und wurden von den Anhängern der NWoBHM und des Hardcore Punk überwiegend abgelehnt. Derweil die mit sozialkritischer Attitüde versehene Musik als Reaktion auf den Kalten Krieg gewertet wurde, rebellierten ihre meist jugendlichen Anhänger gegen die popkulturelle Vereinnahmung mittels des Glam Metals. Entsprechend galten Speed und Thrash Metal als ästhetische, musikalische und ideologische Rückbesinnung auf Ur-Interpreten der Musik wie Motörhead. Speed- und Thrash-Metal galten als „Spielarten, die dem Heavy Metal im Laufe der ’80er Jahre neue Fankreise in der ganzen Welt zuführte, bis auf die Ausnahme METALLICA jedoch nie über die Genregrenzen hinaus Erfolg“ hatten.
Gemeinhin gilt Thrash Metal, mit den so genannten Big Four Slayer, Megadeth, Anthrax und Metallica, als wichtiger Katalysator der Entwicklung der Metal-Szene. Viele der nachfolgenden Stil- und Szene-Entwicklungen werden darauf zurückgeführt. So gelten insbesondere Black Metal und Death Metal sowie einige Entwicklungen unter dem Oberbegriff Alternative Metal als Folgeerscheinungen des Thrash Metals.

### Doom Metal

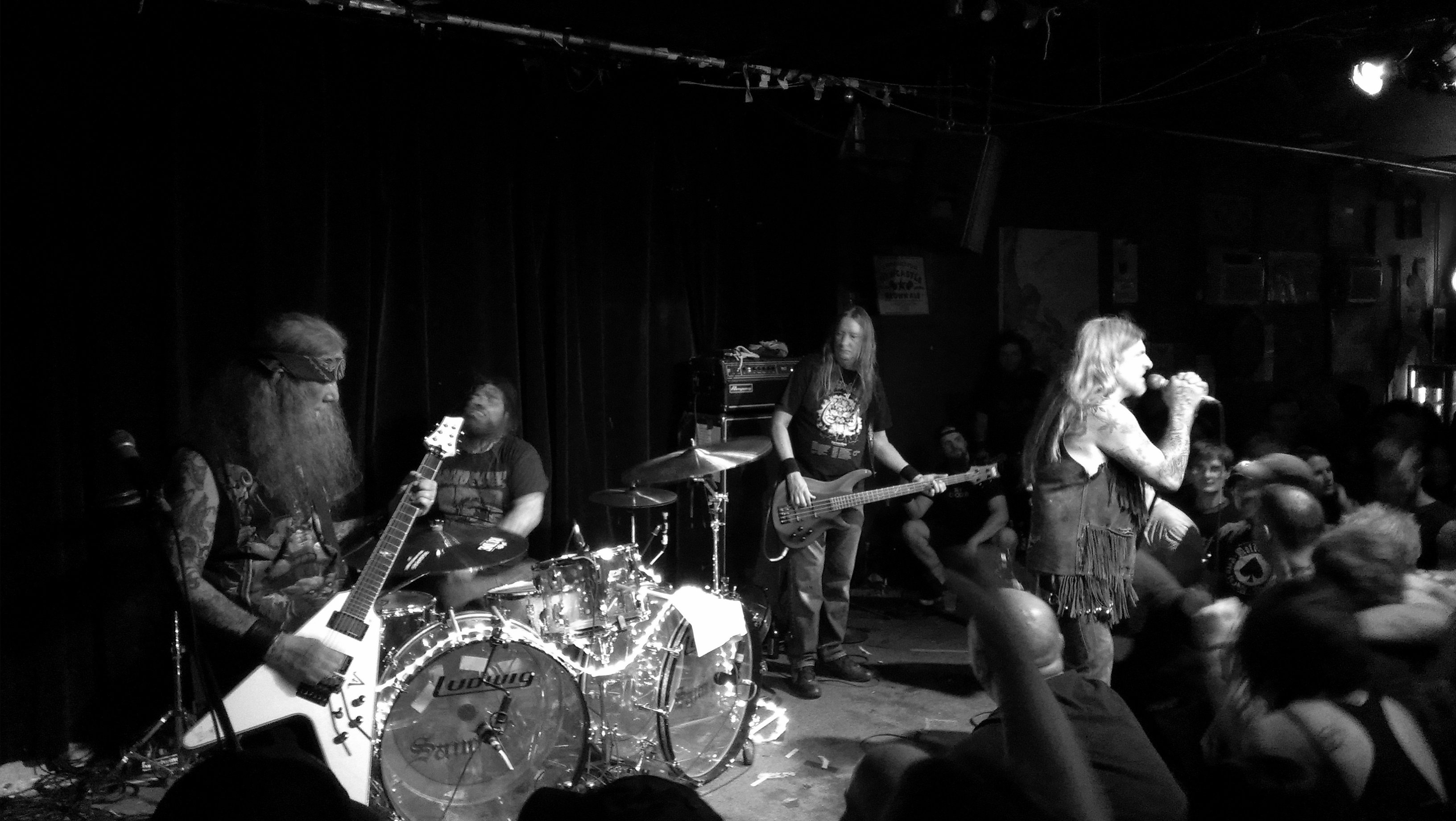
Die Band Saint Vitus, hier 2012 live in Memphis, berief sich musikalisch und ästhetisch auf den Proto-Metal von Black Sabbath, stand kulturell und ökonomisch jedoch durch den Vertrieb über SST Records und gemeinsame Auftritte mit Black Flag der Hardcore-Punk-Szene nahe

Die Szeneströmung um den traditionellen Doom Metal berief sich ästhetisch und musikalisch auf Black Sabbath, formierte sich jedoch erst im Verlauf der 1980er Jahre. Der Musikjournalist Garry Sharpe-Young bezeichnet die Gruppen Trouble, Pentagram und Saint Vitus als die heilige Dreifaltigkeit des amerikanischen Doom Metals. Diesen drei Gruppen wird, gemeinsam mit der schwedischen Band Candlemass, der Erfolg des Doom Metals und damit einhergehend die Etablierung einer ersten Doom-Metal-Szene im Verlauf der 1980er Jahre zugerechnet.
Doom Metal verzeichnete in den folgenden Jahren kaum Mainstream-Erfolge, wirkte sich dennoch kontinuierlich auf die Entwicklung des Metals und der Metal-Szene aus. Aufgrund der meist linksliberalen Attitüde der Anhänger stand die kleine, um den Doom Metal existierende Szene kulturell und ökonomisch der Crust-Punk-Szene nahe und begünstigte so nachfolgende kulturelle und musikalische Überschneidungen wie Sludge oder Post-Metal. Innerhalb der Metal-Szene erlangten in den 1980er und 1990er Jahren nur relativ wenige Doom-Bands höhere Bekanntheit. Ab dem Ende der 1980er und Beginn der 1990er Jahre beeinflusste der Doom Metal jedoch eine Vielzahl neu entstehender Subströmungen, welche wie Gothic Metal oder Stoner Doom mitunter Erfolge erzielen konnten, weshalb der Doom- neben dem Thrash Metal als weiterer Katalysator der Szene-Entwicklung gelten kann.
Nach der Jahrtausendwende entstanden mit dem Doom Shall Rise, den Dutch Doom Days oder dem Malta Doom Metal Fest speziell auf den Doom Metal und seine Subströmungen hin ausgerichtete Festivals, die der kleinen Szeneströmung als Anlaufpunkte dienten. Zeitnah kam es mit Interpreten wie Reverend Bizarre, Witchcraft und Blood Ceremony zu einem Revival des Genres. Dieses Revival führte zu einer Fülle neuer Interpreten und einer erhöhten Aufmerksamkeit innerhalb der Metal-Szene.

### Progressive Metal
Die musikalische Line des Progressive Metal wurde in den 1980er-Jahren geprägt. Obwohl der Progressive Rock schon zuvor einen hohen Einfluss auf die Ausgestaltung des Metals auswies der mitunter bei Bands der NWoBHM und des Power Metal zu finden ist gelten Gruppen wie Watchtower, Queensrÿche und Fates Warning als Initiatoren des Genres. Der Musikwissenschaftler Dietmar Elflein zieht eine direkten Traditionsstorm vom Progressive Rock der 1960er- und 1970er-Jahre zum Progressive Metal in Zweifel. Das Genre gilt als von Beginn an kompositorisch anspruchsvoll und erfolgreich.
Die Grundidee des Progressive Metal wirkte sich seither kontinuierlich auf die Entwicklung des Metals aus. Ab dem Ende der 1980er und Beginn der 1990er Jahre beeinflusste das Genre eine Vielzahl erfolgreicher Musikgruppen abseits des stereotypen Progressive Metal wie Deftones und Tool sowie neu entstehender Subströmungen, wie Technical Death Metal, Mathcore oder Djent, die mitunter popkulturelle Erfolge erzielen konnten.

### Folk Metal
Unter dem Begriff Folk Metal wird die Übernahme traditioneller Folk-Elemente im Metal subsumiert. Beginnend mit den Gruppen Skyclad, Waylander und Orphaned Land in den frühen 1990er-Jahren wurde die Idee in den 2000er-Jahren erfolgreich. Insbesondere die zunehmende Übernahme durch Interpreten die Folkelemente mit musikalischen Ideen des Black Metal kreuzten wurde populär. Dabei begann auch aus dem Black Metal heraus die Annäherung in den 1990er-Jahren durch Interpreten wie Storm und Kampfar.
Aus der Beschäftigung mit Folklore, Mythologie und Sagen und der Verwendung folkloristischer Instrumente entstanden bereits zuvor Spielformen des Metals die in der Rückschau dem Spektrum des Folk Metal zugerechnet werden. Insbesondere die von Bathory geprägten Stile Viking- und Pagan-Metal werden dem Folk Metal untergeordnet wie Celtic- und Pirate-Metal. So wurde der Terminus Folk Metal zur grundsätzlichen Beschreibung des Crossovers von Metal mit folkloristischen Elementen.

### True Metal
In gezielter Abgrenzung zu moderneren Derivaten des Metals, die auf Punk-, Hip-Hop- und weitere Fremdeinflüsse zurückgreifen, prägten Manowar, die musikalisch vornehmlich dem Power oder schlicht dem Heavy Metal zuzuordnen sind, den Begriff True Metal. Manowar traten als „strikte Verfechter von traditionellen Aspekten des klassischen Heavy Metal[s]“ auf. Dabei entwickelte sich der True Metal als Abgrenzung gegenüber moderneren Metalderivaten und Rückbesinnung auf die Metal-Spielweisen der 1980er Jahre.

„Der Boom des Grunge führte ebenso wie all die anderen Grenzüberschreitungen schließlich zu einer Renaissance des ‚True Metal‘. Die Wahllosigkeit, mit der manches Metal-Magazin über Hardcore-, Punk-, Grunge-, Crossover-, Industrial- und Gothicbands berichtete und dabei die eigentlichen Metalbands außer acht ließ, nervte vor allem jene Leute, die sich die 80er zurückwünschten – und der verwässerten Gegenwart verächtlich den Rücken kehren, holte man die guten alten Bands aus der NWoBHM und dem frühen US-Metal tatsächlich wieder aus der Versenkung hervor.“

Die True-Metal-Vertreter und deren Anhänger zeichnen eine gewünschte Entwicklungsgrenze des Metals um die ursprünglichen Stile Power Metal und NWoBHM und pflegen eine diesen entsprechende Ästhetik. So behielten sie viele der ursprünglichen Erkennungszeichen der Szene bei und überhöhten diese bisweilen. Lyrisch und ästhetisch wird sich im Genre vornehmlich auf das Repertoire der Mythologie und Low-Fantasy-Literatur berufen. Dabei wird eine hypermaskuline Selbstinszenierung gepflegt, die meist von Bildern kriegerischer Männlichkeit geprägt ist. In Liedtexten werden neben sexistischen Inhalten starke Wir-Gefühle sowie abstrakt-archaische Wertvorstellungen wie Ruhm, Ehre und Stolz besungen. So wird im True Metal eine männerbündische Solidarisierung gegen eine „harte Außenwelt“ beschworen.

## Extreme Metal
Der Ausdruck Extreme Metal etablierte sich erst in den 2000er-Jahren, ist dabei allerdings gebräuchlich um verschiedene Entwicklungslinien des Metals seit den 1980er-Jahren zu beschreiben. Weinstein fasste das Feld 1991 noch als Speed/Thrash Metal zusammen. Speed- und Thrash Metal fungierten als fundamentalistische Überprüfung und Besetzung essentieller Aspekte der Formsprache des Metals. Ebenso galt die Musik als Opponieren gegen eine popkulturelle Vereinnahmung des Metals mittels des Glam Metals durch eine ästhetische, musikalische und ideologische Rückbesinnung auf Ur-Interpreten der Musik wie Motörhead.
Diesem Impetus des Thrash Metal folgten kulturell und musikalisch eine Fülle Entwicklungen die mit einer Dezentralisierung unterschiedlicher Spielweisen des Metals einhergingen. Der überwiegend aus Großbritannien und den Vereinigten Staaten stammender „Classic Metal“ der 1980er-Jahre standen Genrenischen gegenüber, die sich nicht lokal zusammenfassen ließen. Kahn-Harris führt insbesondere Death Metal und Black Metal als solche Nischen an und fasst diese unter dem Oberbegriff Extreme Metal zusammen. Extreme Metal sei gegenüber dem Classic Metal deutlich unpopulärer und werde „von einem weltweiten, völlig dezentralisierten Netzwerk produziert, gehört und diskutiert“. Dabei wirkten Death- und Black-Metal, wie auch der Extreme Metal insgesamt als Katalysator für fortlaufende Entwicklungen neuer Stilvariationen.

### Death Metal
Eine erste musikalische Fortführung erfuhren Thrash- und Speed Metal mit der Entstehung des Death Metal in Florida und Stockholm in den 1980er Jahren. Dabei radikalisierten die Musiker den Stil, erhöhten das Tempo und intensivierten den Gesang hin zu einem als Growling populären gutturalen Knurren. Viele Vertreter des Genres pflegten eine an Horror und Gore orientierte inhaltliche und ästhetische Ausrichtung.
Anders als bei vorausgegangenen Subströmungen interessierte sich die Musikindustrie, die Metal als Marktsegment für sich entdeckt hatte, früh für den Death Metal und vertrieb Künstler des Genres an das meist jugendliche Publikum. Death Metal ließ sich dabei anhand der Schock-Merkmale in Form der visuellen und lyrischen Brutalität vermarkten und verzeichnete hierbei kommerzielle Erfolge. Die in den Anfängen auf Schweden und Florida konzentrierte Szene expandierte noch während ihres ersten Erfolges und eine Fülle an Abformen, Mischformen und Variationen des Death Metals folgten daraufhin. Neben den Entwicklungen, die sich direkt am Death Metal orientierten, provozierte der Erfolg des Genres die Entstehung der zweiten Welle des Black Metals.

### Black Metal

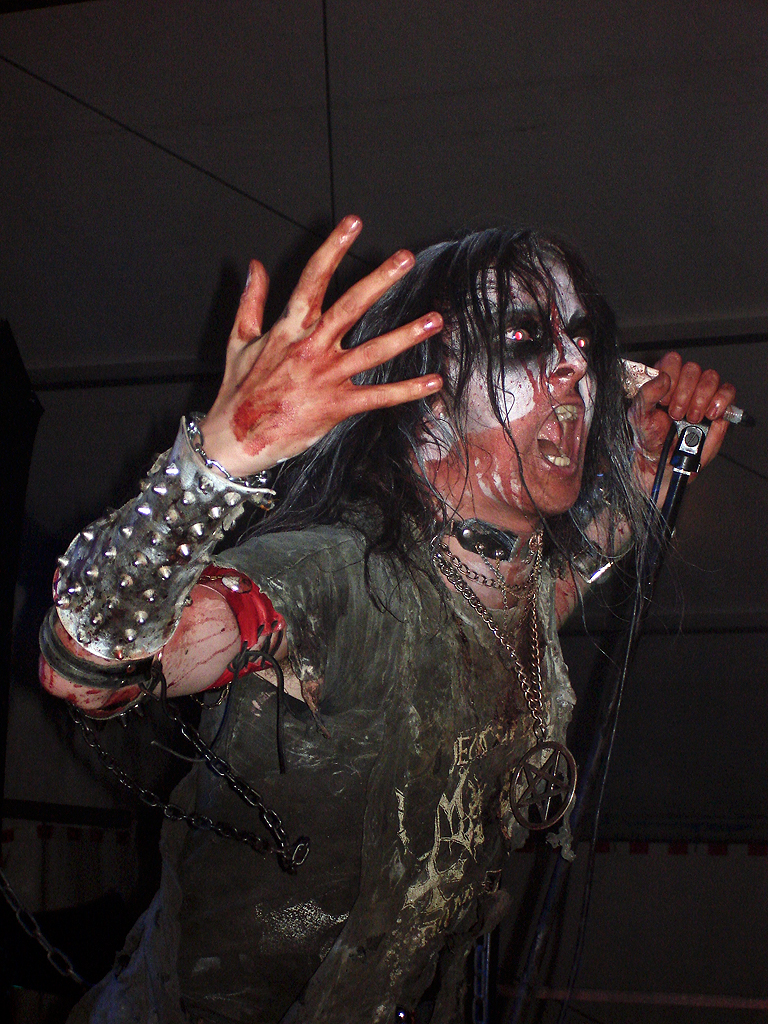
Watain-Sänger Erik Danielsson mit szenetypischem Corpsepaint und dem selteneren Blut im Gesicht (wie auch an anderen Stellen) sowie Nietenarmschienen und einem Drudenfuß-Amulett

Die erste Welle des Black Metals mit Gruppen wie Venom, Bathory und Hellhammer gilt als Entwicklung zwischen der NWoBHM und dem Speed- und Thrash Metal. „Kennzeichnend für dieses Subfeld war die Erzeugung eines Images rund um den Themenkomplex Teufel und Hölle.“ Dabei wird die Anhängerschaft der ersten Welle noch nicht als musikalisch, ästhetisch oder ideologisch homogene Gruppe begriffen. Erst mit der zweiten Welle entstand eine eigenständige Subszene, die eine Reihe an Folgeerscheinungen nach sich zog.
Aus der Vielfalt der NWoBHM, des frühen Heavy Metals und den Urgruppen des Thrash heraus entstand zu Beginn der 1990er Jahre die so genannte Zweite Welle des Black Metals. Während die als erste Welle geltenden Gruppen wie Hellhammer und Bathory satanisch beeinflusste Texte häufig nur als Provokation oder Metapher verstanden, radikalisierten und internalisierten Gruppen der zweiten Welle den Inhalt als Ideologie. Diese neueren Bands orientierten sich in ihrem Habitus und ihrer Musik an der ersten Welle. Gruppen wie Burzum, Darkthrone und Mayhem wollten sich von den Vertretern des Death Metals, deren Auftreten in legerer Alltagskleidung ihrem Verständnis von Metal widersprach, abgrenzen. Die Vertreter der zweiten Welle des Black Metals präsentierten damit einen als gefährlich und nicht Mainstream-kompatibel und explizit gegen die zeitnahe Popularität des Death Metals gerichtete Version. Sie verstanden Black Metal als satanisch, gefährlich, misanthropisch und nihilistisch. Ein düsteres und gelegentlich abschreckendes Auftreten unterstrich den satanischen Hintergrund.
Auf der Basis der Black-Metal-Szene der frühen 1990er Jahre entstand eine Vielzahl weiterer subkultureller Entwicklungen, die sich zumeist musikalisch auf die zweite Welle berief, sich jedoch lyrisch und damit ideologisch von dieser distanzierte. Insbesondere um die Stile National Socialist Black Metal, Viking Metal und Pagan Metal entstanden teils eigenständige Subkulturströmungen, welche sich nachfolgend zunehmend von dem musikalischen Ursprung in der zweiten Welle des Black Metals distanzierten.
In den 2010er Jahren wurden musikalische Einflüsse des Black Metals in weitere kulturelle Konstellationen gestellt. Mit der Vermengung der Musik des Black Metals mit Elementen des Shoegazing zum Blackgaze sowie der Adaption des Musikstils der norwegischen zweiten Welle im Kontext eines ökologischen Bewusstseins verkehrten amerikanische und mitteleuropäische Interpreten die einst nihilistische Ideologie des Black Metals. Damit öffneten diese Interpreten Teile des Stils für neue Zielgruppen wie der Hipster- und Alternative-Szene. Die ursprüngliche Black-Metal-Szene lehnte diese und viele weitere Entwicklungen, die sich musikalisch auf den Black Metal beriefen, konsequent ab.

## Alternative Metal: Hip-Hop- und Hardcore-Hybride
Der Entwicklung aus dem Metal heraus gegenüber experimentierten Vertreter des Hardcore Punks ebenso wie Vertreter des Hip-Hop mit zuvor als für diese inkompatibel angesehenen Stilrichtungen. So agierten Black Flag auf dem 1984 erschienenen Album My War mit Stilmitteln des Doom Metals und begünstigen die Entstehung späterer Hardcore-, Rock- und Metalstile wie Crust- und Grindcore, Sludge, Post-Metal oder Grunge, welche in den frühen 1990er Jahren kulturelle Überschneidungen mit alternativen Szenen wie den Crusties und Slackers förderte. Nachfolgende Entwicklungen aus dem Hard- und Metalcore wie Mathcore, Deathcore oder Djent wurden rezipierend von der Metal-Szene aufgegriffen.
Der mit Thrash Metal und Post-Hardcore einsetzende Crossover zwischen Metal und Hardcore Punk brachte eine Fülle heterogener jugendkulturell orientierter Rockmusik hervor, die sich vom Punk ebenso wie vom Metal abhob und zumeist vom Kern beider Subkulturen vorläufig Ablehnung erfuhr. Dennoch ebnete der Crossover nachkommenden Stilhybriden den Weg. Dieser Überschneidung folgend übernahmen Teile der Metal-Szene musikalische, modische, ästhetische und ideologische Aspekte des Punk. Ebenso wie vorausgegangene Stilhybride, die sich nur partiell auf den Metal beriefen, wurden die meisten dieser Entwicklungen von der Metal-Szene vorerst abgelehnt. Dennoch fand mit Festivals wie dem Gathering of the Tribes, dem Lollapalooza oder der Neuorientierung des Dynamo Open Air ab Ende der 1980er Jahre Veranstaltungen statt, die sich an Anhänger dieses neuen, in Amerika unter dem Begriff Alternative Metal subsumierten Stilgemenges widmeten. Diese Festivals sprachen Anhänger der unterschiedlichen musikalischen Lager an und begünstigten die weitere Annäherung. MTV beförderte ebenso die Annäherung der verschiedenen Szenen. Metal- und Hard-Rock-Gruppen traten in Hip-Hop- und Rock-Sendungen auf, bis MTV eigens auf Alternative zugeschnittene Sendeformate einrichtete.
So entstanden aus den neuen Stilausprägungen teils eigenständige Szenen, teils der Metal-Szene, teils anderen Szenen untergeordnete kulturelle Strömungen. Hohe Charterfolge vergrößerten das Publikum des Alternative Metal, welches zunehmend die Räume und Medien der Metal-Szene mit für sich nutzte, womit langfristig die Metal-Szene um ein großes Szenespektrum des Alternative Metals anwuchs. In der Konsequenz etablierte sich das an der Skater- und der Hip-Hop-Szene orientierte Auftreten in Teilen der Szene.

### Rap Metal und Nu Metal

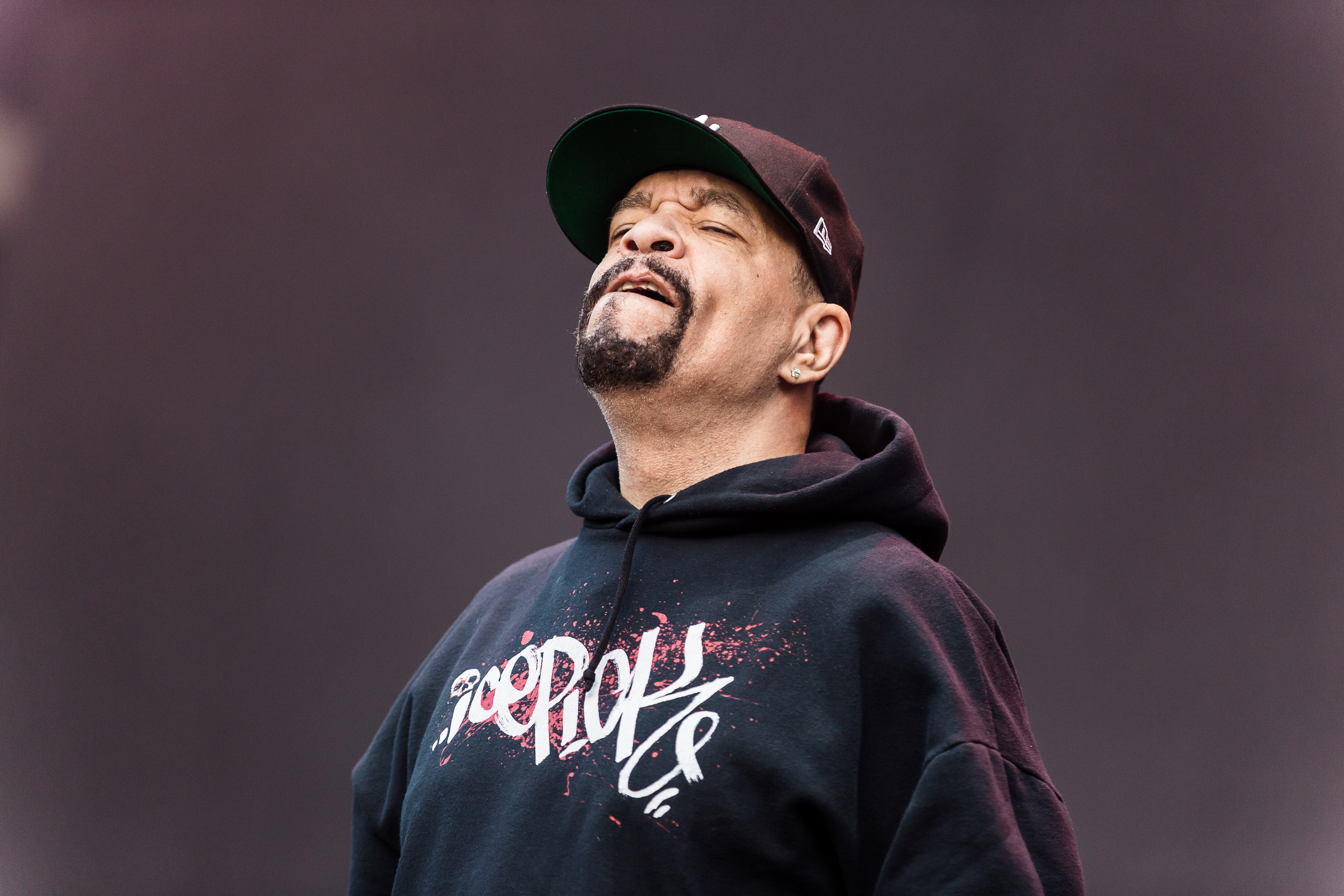
Aufgrund ihrer Nähe zur Hip-Hop-Kultur wurden Crossover-Gruppen wie Body Count, hier Sänger Ice-T, vom Metalpublikum vorerst abgelehnt

Parallel zur Entstehung neuer und extremerer Varianten des Metals variierten einige der führenden Vertreter des Thrash Metals in der Mitte der 1980er Jahre ihr Auftreten, legten die Lederkleidung ab und traten in Jeans und Sneakern auf. Insbesondere Anthrax standen hierüber zunehmend als Spaßprojekt in der Kritik der Szene. Sie vermengten als eine der ersten Vertreter des Metals ihre Musik mit Rap und forcierten damit eine Annäherung an die Hip-Hop-Kultur. Das Auftreten der Gruppe mit Baseball-Caps, Turnschuhen und Jogginganzügen wurde ursprünglich als Parodie gewertet, floss jedoch in das Bühnenauftreten ein und wurde nicht nur vom Publikum und folgenden Musikgruppen aufgegriffen, sondern mündete in einer Tournee mit Public Enemy. Aus den ersten Experimenten gingen weitere Annäherungen zwischen den Szenen hervor. Interpreten wie Biohazard, Body Count, Rage Against the Machine und Clawfinger präsentierten in den frühen 1990er Jahren mit Rap versehenen Metal und wurden mit dieser Stilmischung populär. Mit dem Erfolg des Rap Metals und des Metalcores ging die Etablierung einer eigenständigen, sich auf den Metal und die Hip-Hop-Kultur berufende Szeneströmung, die Ende der 1990er Jahre in der Nu-Metal-Szene von Gruppen wie Korn, Limp Bizkit und Ill Niño mündete. Eine dauerhafte kulturelle Verknüpfung zwischen der Hip-Hop- und der Metal-Szene blieb jedoch aus.

### Metalcore und NWoAHM

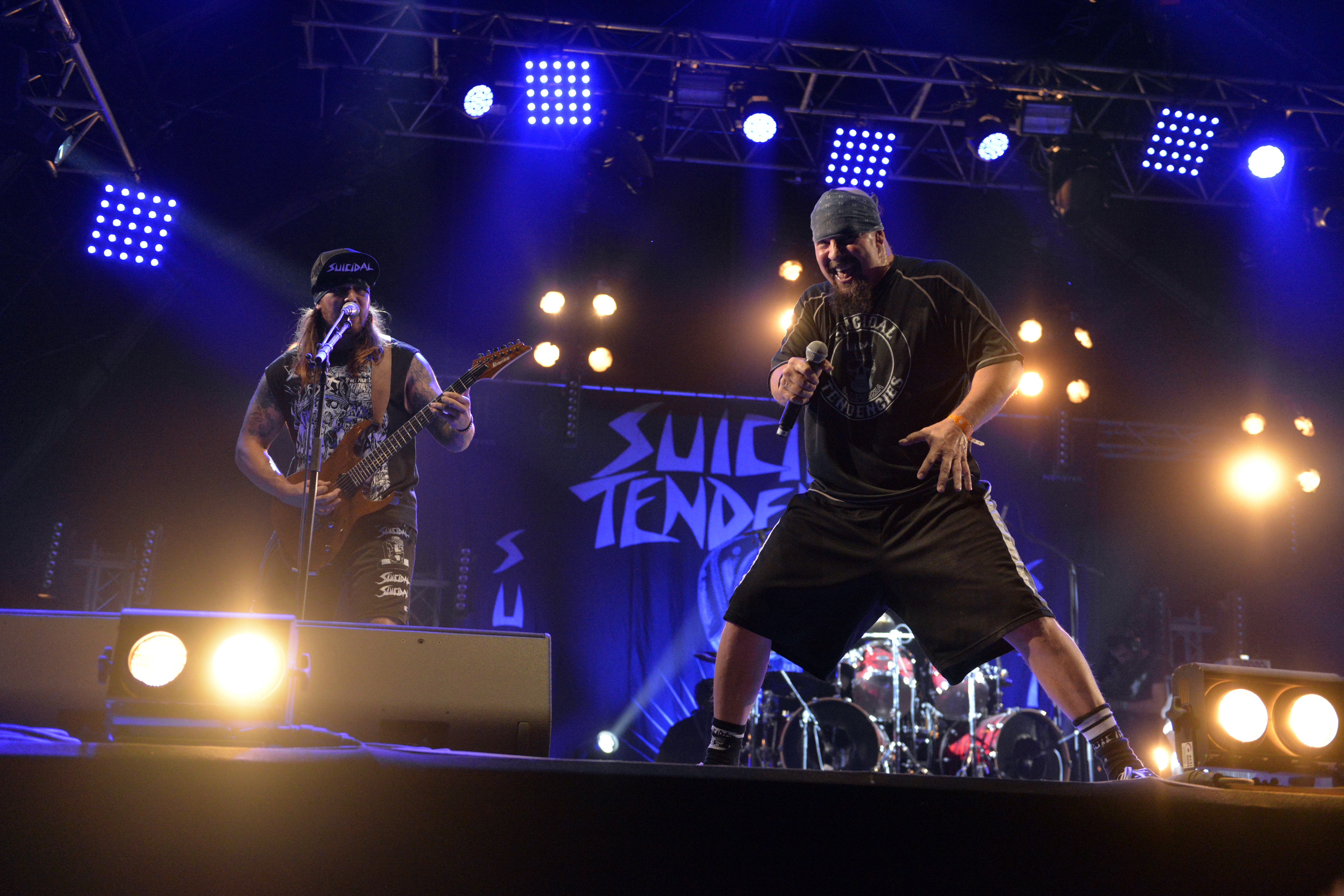
Gruppen wie Suicidal Tendencies, hier Live 2017, initiierten den Metalcore und förderten die langfristige Öffnung der Szene gegenüber jener des Hardcore Punks

Erste Ansätze eines Metal-Hardcore-Crossover entstand parallel zum Thrash Metal im Verlauf der 1980er Jahre in der erneuten Kombination der bis dahin weiterentwickelten Szenen Metal und Hardcore-Punk; diese Musik gilt als eine der Säulen der Crossover- oder Alternative-Metal-Szene und als Urvariante des Metalcore. Christe beschreibt unter dem Begriff Metalcore eine Bewegung aus dem Punk-Underground in der einige Interpreten das Gitarrenspiel aus dem Metal für sich entdeckte. Die Musik von Bands wie Cro-Mags, D.R.I., S.O.D., The Accüsed oder Cryptic Slaughter war im Ergebnis „zu dreckig und lärmend um Heavy Metal zu sein“ und zugleich „zu technisch versiert, um Punk zu sein“. Musikalisch und kulturell zwischen beiden Szenen positioniert strebten diese Interpreten nach künstlerischer und sozialer Freiheit und begründeten die erste Generation des Metalcore.
Mit einer Zunahme sozialkritischer und politischer Themen unter Nutzung eines gutturalen Brüllgesangs wurde das Genre bis in die 1990er Jahre aus der Metal-Szene heraus mehr der Hardcore-Punk-Szene und dem Alternative zugerechnet. Kulturell wurde, insbesondere durch frühe Metalcore-Gruppen wie Agnostic Front und Suicidal Tendencies, die Skater-Szene angesprochen. Interpreten wie Dirty Rotten Imbeciles, Corrosion of Conformity und S.O.D. begünstigten eine zögerliche Annäherung zwischen der Hardcore- und der Metal-Szene. Zum Ende der 1980er Jahre erlebte die Musik mit Interpreten wie Carnivore, Biohazard und den Cro-Mags eine kurze Erfolgsspanne, welche zu einer zunehmenden Entspannung in den bis dahin gepflegten Barrieren zwischen den Szenen beitrug.
Im Verlauf der 2000er Jahre spiegelte sich der kurze Erfolg des Metalcore in jenem der New Wave of American Heavy Metal wider. In dieser Zeit erlebte der Metalcore „mit Bands wie Heaven Shall Burn, As I Lay Dying oder Bring Me the Horizon“ einen Aufschwung, der mitunter in der Metal-Szene vernehmbar war. Oft wird erst die Musik dieser Phase und Interpreten als Metalcore im Sinn eines eigenständigen Genres aufgefasst. Angelehnt an den Erfolg des Metalcores und artverwandter Spielweisen erfuhren moderne amerikanische Gruppen unter der Sammelbezeichnung New Wave of American Heavy Metal erhöhte Aufmerksamkeit. So gelangte moderner, sich auf Thrash Metal und Metalcore berufender Metal als NWoAHM ohne eine eindeutige Stilbeschreibung in den Mainstream von Radiorotation und Charterfolgen und öffnete die Metal-Szene erneut einem breiten Publikum, das ästhetisch und ideologisch zwischen Hardcore Punk, Metal und Alternative anzusiedeln war.

### Groove Metal
Zu Beginn der 1990er Jahre prägten Gruppen wie Exhorder und Prong eine weitere dem Alternative Metal zugerechnete Variante des Thrash Metals, die als Neo-Thrash oder Groove Metal mit dem Erfolg der Bands Pantera und White Zombie Mainstream-Erfolge und zeitgleich Metalfans ansprach. Das ästhetische und lyrische Auftreten der Künstler entsprach Hardcore Punk und Metalcore, während sich die Musik eine zugängliche Variante des Thrash Metals präsentierte.

## Wechselwirkung mit dem Spektrum der Musik der schwarzen Szene
Zum Ende der 1980er Jahre und Beginn der 1990er Jahre näherten sich erstmals Post-Industrial, Dark Wave und Metal aneinander an. In der Folge der ersten als Industrial Metal und Gothic Metal populären Stilhybride zwischen Schwarzer Szene und Metal näherten sich beide Szenen wiederholt einander an und griffen auf das kulturelle Kapital des jeweiligen Gegenübers für eigene Entwicklungen zurück. Weitere Musikstile folgten dieser Entwicklung nach. Neben dem musikalischen Crossover besinnen sich Anhänger beider Szenen dabei auf das gemeinsame Interesse an düsteren, morbiden und schaurigen Themen.
Gemeinsame Tourneen von Metalbands mit Projekten aus dem Bereich der Schwarzen Musik fanden ab der Mitte der 1990er Jahre vermehrt statt. Zum Ende der 1990er Jahre wurden Metalinterpreten zu festen Bestandteilen von Festivals der Schwarzen Szene. Neben Gruppen, die den Brückenschlag repräsentierten, traten im Jahr 2000 auf dem Wave-Gotik-Treffen gar Metal-Bands wie Entombed, Marduk und Immortal auf. Auf Metal-Festivals wie dem Summer Breeze, dem Wacken Open Air oder dem Roadburn Festival treten seither ebenfalls Vertreter auf, die eher der Schwarzen Szene zugerechnet werden. Dazu besitzen und besaßen Gruppen wie The Gathering, Type O Negative, Sentenced, Therion, Lacrimosa, Lacuna Coil oder Cradle of Filth Anhänger aus beiden Szenen und nahmen auf beide ästhetisch Einfluss. Ebenso finden seither Disko-Veranstaltungen statt, welche auf die Schnittmenge beider Szene ausgerichtet sind.

### Industrial Metal
Nordamerikanische Vertreter des Post-Industrials wie Ministry, Skinny Puppy und Frontline Assembly experimentierten Ende der 1980er Jahre mit Stilelemente des Metals und Hard Rocks. Das Projekt Godflesh des britischen Grindcore-Musikers Justin K. Broadrick und das multinationale Projekt KMFDM verfolgten indes ähnliche Ideen. Binnen kurzer Zeit wurde der Industrial Rock oder Industrial Metal zu einem kulturellen Crossover. „Bei Konzerten dieser Bands tummelte sich fortan eine bunte Mischung aus Metallern, Hardcorefans und durchaus traditionellen Musikliebhabern.“ Industrial Metal gilt insbesondere im Hinblick auf die nordamerikanischen Vertreter und deren Anhänger als Teil der Gegenkultur. Die Musik transportierte überwiegend gesellschaftskritische Inhalte und wurde in ihrer Hochphase von Punk-, Metal-, Alternative- und Schwarze-Szene gleichermaßen rezipiert.

### Gothic Metal
Gothic Metal entstand vornehmlich aus dem Death Metal, insbesondere aus dem Death Doom. Gruppen wie Paradise Lost, My Dying Bride, Anathema und Tiamat griffen zu Beginn der 1990er Jahre Elemente der des Gothic Rock und der Neoklassik auf. Der Einfluss dieser Gruppen begünstigte unter anderem den Erfolg weiterer Bands wie Crematory, Theatre of Tragedy und Moonspell. Daraufhin nahmen bereits etablierte Interpreten der Schwarzen Szene wie Lacrimosa oder Secret Discovery Metal-Elemente und weitere Interpreten der Metal-Szene wie die Thrash-Metal-Band Kreator Dark-Wave-Elemente auf. Ähnlich dem Industrial Metal zeigte sich eine zügige Übersättigung des Marktes und das Interesse am Gothic Metal nahm nach kurzer Zeit rapide ab.
In der Folge kam es zu diversen kulturellen und ästhetischen Überschneidungen zwischen der Schwarzen und der Metal-Szene. Ab Mitte der 1990er Jahre sorgte diese Akzeptanz für eine fließende Grenze zwischen beiden Szenen, die mit Musikstilen wie Dark Metal, Dark Rock und Symphonic Metal angesprochen werden. So wurde der Ausdruck Gothic Metal rasch zu einem Synonym für den musikalischen und soziokulturellen Crossover zwischen Metal und der Musik der Schwarzen Szene. Der kurze Trend des ursprünglichen Gothic Metals bildete so den Nährboden für eine fließend übergehende Anhängerschaft im gemeinsamen Feld zwischen Schwarzer und Metal-Szene. Mit dem Gothic Metal und den darauf folgenden Entwicklungen vergrößerte sich der Anteil weiblicher Fans in der Metal-Szene.
Der kurzlebige musikalische Trend Gothic Metal bildete keine eigenständige Anhängerschaft aus, prägte jedoch einerseits die Zunahme der bis dahin nicht gegebenen gegenseitigen sozialen Akzeptanz und andererseits die musikalische Öffnung beider Szene zueinander.

### Symphonic Metal
Die noch in der Hochphase des Gothic Metals entstandenen Veröffentlichungen von Lacrimosa und Therion, die sich bereits vom ursprünglichen Stil distanzierten, begründeten den Symphonic Metal. Dieser wurde fortan aus beiden Szenen gespeist und erlangte über diese in den Mainstream hinausragenden Erfolg zum Ende der 1990er durch Gruppen wie Nightwish und Within Temptation. Für die Ausformulierung eines eigenständigen Genres wird insbesondere der Erfolg der Gruppe Nightwish mit den Alben Oceanborn 1998 und Wishmaster 2000 herangezogen. In der Folge orientierten sich viele der weiteren Interpreten optisch und musikalisch, insbesondere im Gesang, an Nightwish. Ähnlich agierende Gruppen wurden durch die Musikindustrie stärker vermarktet. Neben Nightwish wurden Gruppen wie Within Temptation, Xandria, Epica und Delain populär und erfolgreich. Bis in die Mitte der 2000er Jahre etablierte eine ganze Reihe Musikgruppen, mitunter bei hohen Charterfolgen, das Genre am Musikmarkt. Dabei zeichneten sich über die Dekade hinaus mit den Niederlanden, Fennoskandinavien und dem deutschsprachigen Raum eine vornehmlich europäische Herkunftsregion für die Vertreter des Genres ab. Sängerinnen wie Tarja Turunen und Sharon den Adel setzten sich optisch von bisherigen Metal-Stereotypen ab und traten betont feminin, häufig in mittelalterlich oder fantastisch anmutenden Kleidern, auf. Berndt beschreibt das Auftreten der Sängerinnen als spezifisch weibliches Rollenmuster, bei welchem der hohe und klare Gesang der „Aggressivität der Gitarren (und mitunter dem Growling eines männlichen Sängers) gegenübersteht. Dabei werden die klassischen Rollenbilder des starken, aggressiven Mannes und der friedfertigen, versöhnlichen Frau vorausgesetzt.“

### Dark Metal

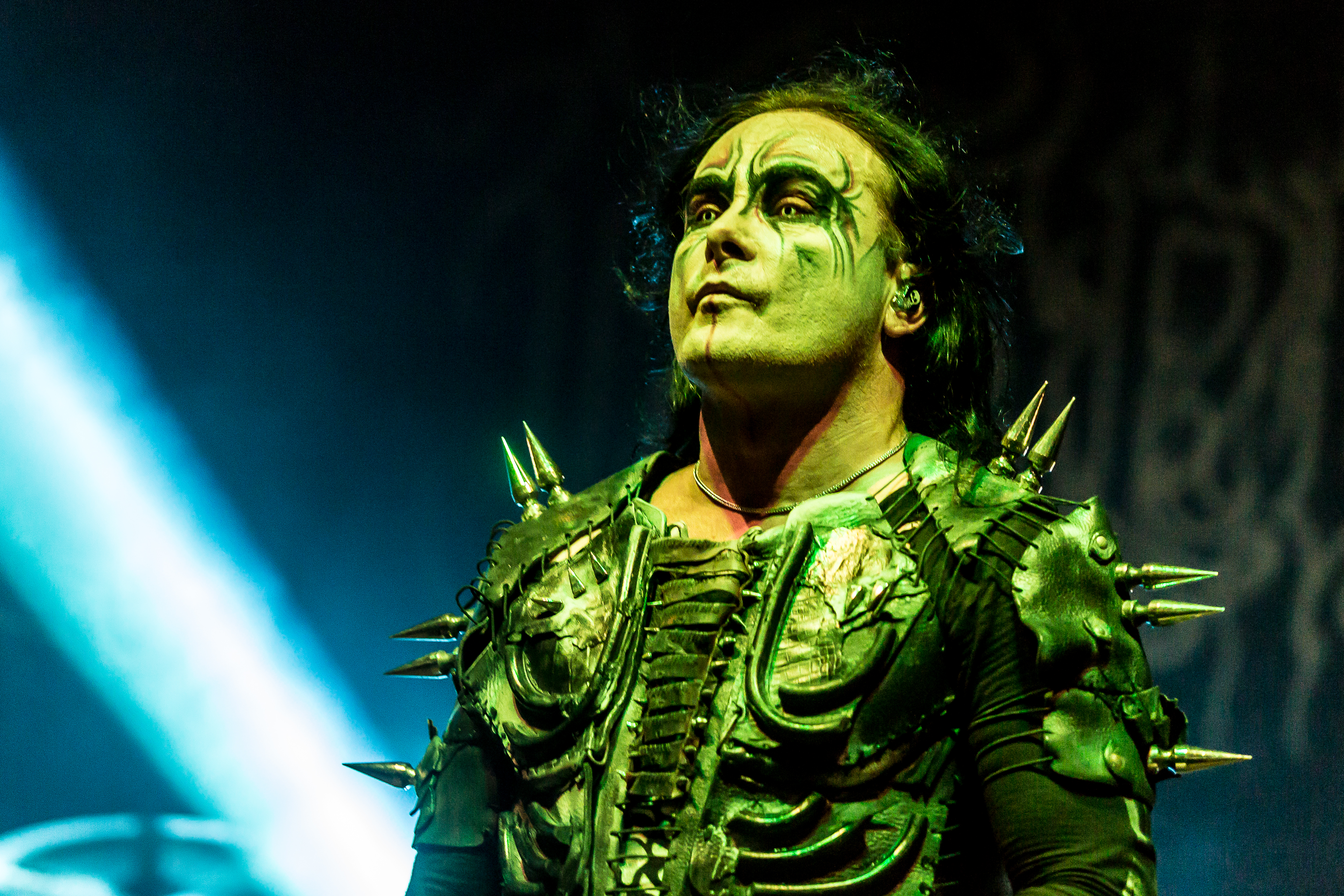
Dark-Metal-Bands, wie Cradle of Filth, und deren Anhänger werden von Teilen der Black-Metal-Anhängerschaft angefeindet

Ebenfalls dem kurzzeitigen Erfolg des Gothic Metals folgte die Etablierung des unspezifischen Dark Metals. Dieser Sammel- und Oberbegriff etablierte sich in den 1990er Jahren für düster assoziierten Metal. Zur Begriffsverbreitung trugen insbesondere das Dark Metal benannte Debütalbum der Gruppe Bethlehem und die Promotionstexte des als Sorrowfilled and harmonous Northern Dark Metal beworbenen Debüts der Gruppe Katatonia Dance of December Souls bei. Der Terminus Dark Metal festigte sich nachfolgend als Oberbegriff für Metalbands, die eine Mischung aus Symphonic-, Black- und Gothic-Metal spielten und sich keinem dieser Stil eindeutig zuordnen ließen. Mit der steigenden Popularität von Gruppen wie Dimmu Borgir und Cradle of Filth und der damit einhergehenden kommerziellen Verwertung einiger Stilelemente, die durch norwegische Vertreter der zweiten Welle des Black Metals initiiert wurden, stieg die Zahl bekannter ähnlich ausgerichteter Musikgruppen. Für diese Gruppen wurde Dark Metal zunehmend als ein Genrebegriff im Feld des Extreme Metal genutzt, ohne die Bedeutung als Sammelbegriff generell zu verlieren.
Die von den populären Vertretern des Genres gepflegte Bühnenshow, die Musikvideos und die Gestaltung der Tonträger werden als Überhöhung des Images des Black Metals beschrieben. Interpreten wie Cradle of Filth werden gar als „Disneyland-Version des Black Metals“ verurteilt, sprechen mit ihrem vampiresquen und juvenil-provokanten Auftreten jedoch ein jugendliches Publikum zwischen Metal- und Schwarzer-Szene an.

### Neue Deutsche Härte und Mittelalter-Rock
In dem Stilgemenge zwischen Post-Industrial und Metal traten Gruppen wie Die Krupps und Oomph! mit Electro-Metal-Stilhybriden in Erscheinung, deren Metal-Fundament vornehmlich im Groove Metal verortet ist. Im Verlauf der 1990er Jahre intensivierten viele Gruppen aus dem Metal sowie aus der Schwarzen Szene die Annäherung von Electro und Metal. Dabei kristallisierte sich im deutschsprachigen Raum eine zunehmende Bezugnahme auf die Post-Industrial-Band Laibach heraus. Mit dem Erfolg von Rammstein etablierte sich für diese deutschsprachigen Electro-Metal-Gruppen die Bezeichnung Neue Deutsche Härte. Dabei bildete die NDH neben Industrial Metal und Gothic Metal einen weiteren wichtigen Faktor für die wachsende gegenseitige kulturelle Beeinflussung von Metal- und Schwarzer Szene.
Rammstein schaffte als erste Band mit ihrem zweiten Album Sehnsucht 1997 den kommerziellen Durchbruch und machte die NDH in Deutschland und im Ausland populär. Ab 1997 erlangten mit dem kommerziellen Erfolg Rammsteins auch zahlreiche andere Bands der NDH Bekanntheit. Unter den in den Folgen von Sehnsucht populär gewordenen Projekten waren auch deutlich gemäßigtere Rock- und Metal-Interpreten, die mit der ursprünglichen Musik nur wenig gemein hatten. Interpreten wie Megaherz, Weissglut, Witt und Oomph! wurden über die Grenzen der beiden Szenen hinaus populär.
Eine zeitweilige Nähe der Neuen Deutschen Härte zum Mittelalter-Rock verhalf diesem zu eigener Popularität. Nachdem Rammstein deutschsprachigem Metal den Weg geebnet hatten, wurden Ende der 1990er Jahre populäre Interpreten des Mittelalter-Rock stellenweise noch der NDH zugerechnet. Gruppen wie Subway to Sally, In Extremo oder Tanzwut verzeichneten in Folge des NDH-Erfolges in beiden Szenen sowie im Mainstream Erfolg.